# Prosena varia
Prosena varia là một loài ruồi trong họ Tachinidae.